# Johann Christian Heerdt
Johann Christian Heerdt (* 4. Mai 1812 in Frankfurt am Main; † 1. Juni 1878 in Bockenheim) war ein deutscher Landschaftsmaler.

## Leben und Wirken
Heerdt besuchte zunächst die Malschule von Heinrich Friedrich Höffler und studierte dann am Städelschen Kunstinstitut in Frankfurt am Main bei Adolf Johann Hoeffler, beim Bildhauer Johann Nepomuk Zwerger, beim Architekten Friedrich Maximilian Hessemer, beim Maler und Radierer Carl Friedrich Wendelstadt sowie vor allem bei Philipp Veit, dem Direktor. 1836 studierte er bei Johann Wilhelm Schirmer an der Kunstakademie Düsseldorf, wo er von der Porträt- zur Landschaftsmalerei überging.
1836 übersiedelte er nach Frankfurt mit Alfred Rethel und Heinrich Funk. Dort arbeitete Heerdt, neben eigener künstlerischer Tätigkeit, auch als Zeichenlehrer an verschiedenen Schulen. Viele der Motive seiner Landschaftsbilder, häufig mit Architektur, stammen aus seinen Reisen im Rheingebiet, dem Taunus und zuletzt aus Oberbayern und Südtirol.
Seine Schwester Elise Heerdt war mit dem Maler Friedrich Wilhelm Delkeskamp verheiratet. Seine Tochter war die Malerin Emma Heerdt (1849–1936).

## Werke (Auswahl)

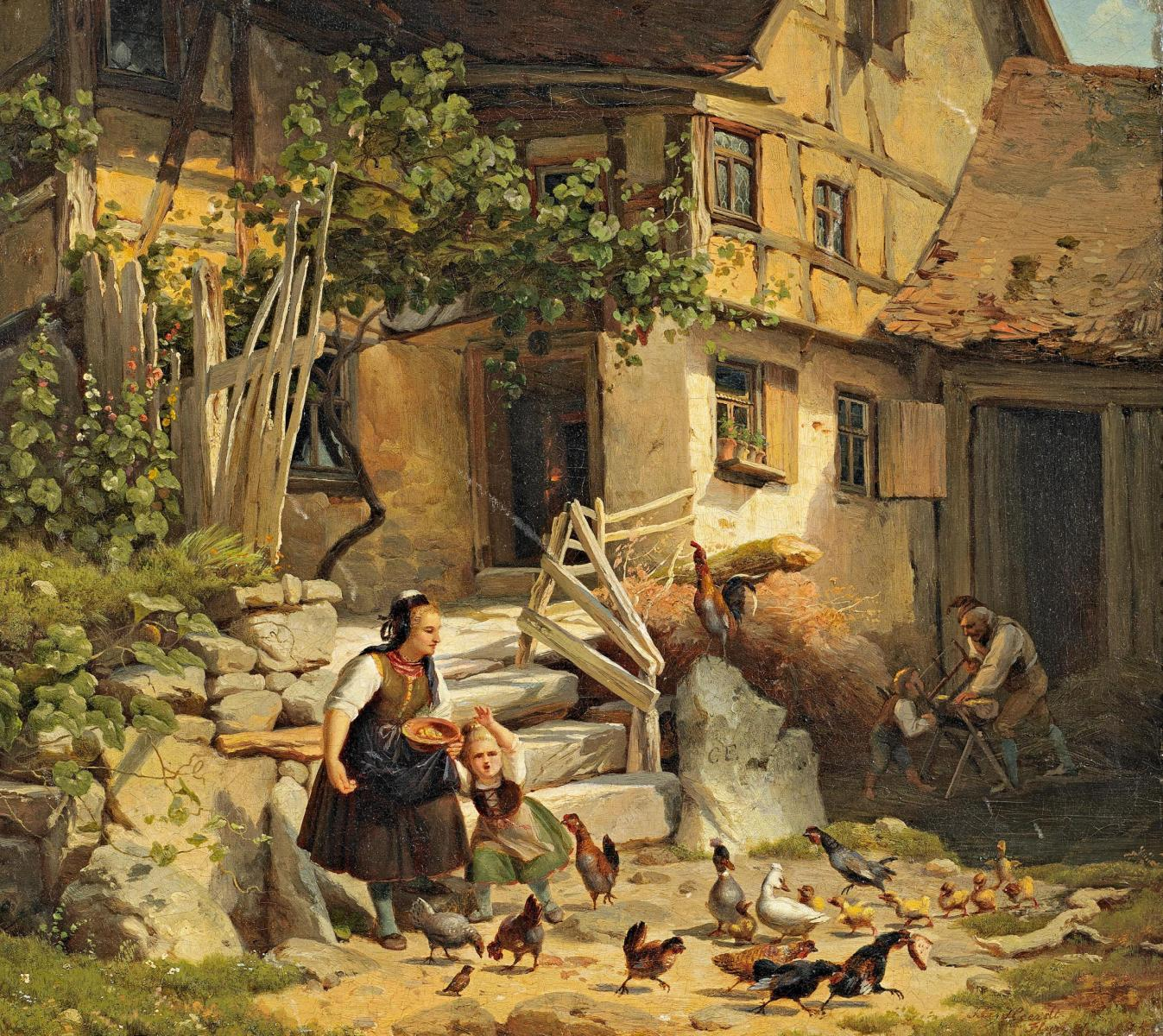
Hessische Bauern vor dem Gehöft

- Bergbauernhof im Sommer mit Vieh- und Personenstaffage; Öl auf Leinwand
- Motiv aus Cronberg im Taunus, 1852; Öl auf Leinwand
- Straße in Kronberg mit Blick auf Falkenstein; Öl auf Pappe